# Відьми (роман)
«Відьми» (англ. The Witches) — дитячий фентезійний роман валлійського письменника Роальда Дала. Твір опубліковано 1983 року видавництвом Jonathan Cape (Лондон). Роман проілюструвано Квентіном Блейком. Історія відбувається частково у Норвегії та Великій Британії, зображаючи пригоди малого хлопця та його бабусі у світі, де існують відьми, які ненавидять дітей.
За мотивами роману створено аудіокнигу Лінн Редґрейв (ISBN 0-060-53616-0), театральну п'єсу та радіовиставу із двох частин BBC, фільм 1990 року Ніколаса Роуга та оперу Маркуса й Оле Пауса.

## Сюжет
Я не маю на меті сказати щось погане про жінок. Переважна більшість із них — дуже милі. Але факт залишається фактом: усі відьми — тільки жінки. Не існує відьом-чоловіків.
А от упирі — це завжди чоловіки. І вовкулаки теж. І ті, й інші небезпечні. Але СПРАВЖНІ ВІДЬМИ небезпечніші вдвічі, якщо не втричі.
Роальд Дал, «Відьми», с. 9
Семирічний хлопчик втрачає у автокатастрофі обох батьків, і починає жити зі своєю бабусею. Спершу вони мешкали у Норвегії, але через особливі умови у заповіті батьків, мусили переїхали до Великої Британії. Бабуся розказує малому багато історій, зокрема виявляє, що вона є відьмологом-пенсіонером, і знає багато про відьом, яких її онукові потрібно остерігатися. Уже в Англії хлопчик вперше зустрічається із відьмою, але йому вдається щасливо уникнути будь-яких проблем.
Вони планували поїхати на літні канікули до Норвегії, але бабуся захворіла на запалення легень, тож тривала подорож її могла вбити. Тому натомість вони вирушили до курортного містечка Борнмут, зупинившись у готелі «Маґніфісент». Бабуся подарувала йому двох білих мишок — Вільям і Мері — і там хлопчик їх почав дресирувати. Менеджер готелю заборонив йому випускати мишей, тож хлопчик шукав і знайшов у готелі порожню кімнату.
Ця порожня кімната виявилася залою, заброньованою для щорічних зборів Королівського товариства із запобігання жорстокої поведінки з дітьми (КТЗЖПД), члени якої й виявилися англійськими відьмами. Хлопчику вдалося підслухати усі плани відьом, на власні очі побачити Верховну Відьму Світу та дію магічного зілля «Мишороб уповільненої дії, формула 86», яке вони випробували на Бруно. Але хлопчику не пощастило — відьми вловили його запах і перетворити його на мишу.
Перетворення стосувалося тільки фізичного вигляду, тож мишолюдина залишається здатною говорити своїм голосом, думати тощо. Хлопчик тікає від відьом, усе пояснює своїй бабусі. Вони вирішують роздобути мишороб і спробувати підлити його до їжі, якою будуть вечеряти самі ж відьми у готелі. Хлопчику вдається це все зробити, й усі відьми Англії, разом із Верховною Відьмою, перетворюються на мишок, яких винищує персонал готелю.
Хлопчик та бабуся повертаються жити до Норвегії. Там бабусі вдається довідатися, де у Норвегії розташована штаб-квартира Верховної Відьми, і вони вирішують самостійно зробити мишороб, рецепт якого підслухав хлопчик на зборах в Англії, й перетворити усіх відьом у штабі на мишей, запустити туди котів, а потім знайти адреси усіх відьом світу, щоб поодинці їх знищити.
Хлопчику так і не судилося повернути собі людську подобу, але його це не засмучує, адже таким чином (миші живуть менше, аніж люди) вони з бабусею зможуть все життя жити разом і померти теж разом (його бабусі вісімдесят шість).

## Критика
Роман «Відьми» було заборонено кількома бібліотеками через звинувачення в женоненависництві. Книга є у списку Американської бібліотечної асоціації «100 найбільш спірних книг 1990 —1999 років» під номером 22. Деякі критики вважають, що книга є сексистська, а Кетрін Іцін (англ. Catherine Itzin) вважає, що книга є прикладом того, «як хлопці вчаться ненавидіти жінок». Інші вбачають у книзі заклик дивитися на суть, а не на зовнішність. Один критик каже, що ця робота «навряд чи буде джерелом натхнення для феміністів».
2012 року роман «Відьми» за результатами опитування School Library Journal займали 81 місце серед дитячих романів усіх часів. Це є щомісячний журнал, переважно орієнтований на США. І ця книга була третьою із чотирьох книг Дала у першій сотні, і його творів там було представлено найбільше.

## Адаптації

### Телебачення та кіно
1990 року за мотивами книги було знято фільм. У ролях: Анжеліка Г'юстон та Ровен Аткінсон. Режисер Ніколас Роуг, дистриб'ютор Warner Bros. У фільмі хлопця звати Люк Евешім (англ. Luke Eveshim), бабусю — Хельга Евешім (англ. Helga Eveshim), а Верховну Відьму Світу — Євангеліна Ернст (англ. Evangeline Ernst). Найбільшою відмінністю від книги є те, що хлопчик повертає собі людську форму наприкінці завдяки асистенту Верховної Відьми (персонаж відсутній у книзі). Дал вважав, що фільм є «абсолютно жахливий».
1 грудня 2008 року Гільєрмо дель Торо висловив цікавість зняти римейк фільму у стилі лялькова анімація разом із своїм другом Альфонсом Куароном. Фільм «Відьми» за їхнім продюсуванням вийшов на екрани у 2020 році. Режисером виступив Роберт Земекіс.

### Радіовистава
2008 року BBC випустило виставу за мотивами роману, що складалася із двох частин, написану Люсі Кетрін (англ. Lucy Catherine). Режисер Клер Грув (англ. Claire Grove). У ролях: Маргарет Тізак як бабуся, Тобі Джонс як оповідач, Раян Ватсон як хлопчик, Джордан Клерк (англ. Jordan Clarke) як Бруно та Аманда Лоренс (англ. Amanda Laurence) як Верховна Відьма Світу.[джерело?]

### Опера
Книгу було адаптовано як оперу норвезьким композитором Маркусом Паусом та його батьком Оле Паусом, який написав лібрето. Прем'єра відбулася 2008 року.

## Видання
- Дал Р. Відьми / З англ. пер. В. Морозов за редакцією І. Малковича. — К. : А-ба-ба-га-ла-ма-га, 2016. — 256 с. — ISBN 978-617-585-118-0.
- Roald Dahl. The Witches. — Ditzingen : Reclam, 2001. — 192 с. — ISBN 978-3-15-009080-0.